# Eduard Schwyzer
Eduard Schwyzer, né le 15 février 1874 à Zurich et mort le 3 mai 1943 à Berlin, est un linguiste suisse.

## Biographie
Spécialiste du grec antique  et des dialectes grecs, il obtient son doctorat en 1902 puis est nommé professeur de linguistique successivement à l'université de Zurich entre 1912 et 1926, à l'université de Bonn à partir de 1927 et enfin à l'université Humboldt de Berlin dès 1932.
Il est l'auteur d'une grammaire de grec ancien en deux tomes, éditée pour la première fois en 1939 et rééditée à de nombreuses reprises.

## Publications
- (de) Grammatik der Pergamenischen Inschriften, 1898
- (la) Dialectorum graecarum exempla epigraphica potiora, 1923
- (de) Kleine Schriften, R. Schmitt, 190
- (de) Griechische Grammatik, Beck, 1939 (réimpr. 1980, 1988, 1990, 1994)Publié originellement en deux tomes

## Sources
- (en) Cet article est partiellement ou en totalité issu de l’article de Wikipédia en anglais intitulé « Eduard Schwyzer » (voir la liste des auteurs).
- (de) Berlin-Brandenburgische Akademie der Wissenschaften, « Eduard Schwyzer Sprachwissenschaftler » [PDF], sur bibliothek.bbaw.de, 2002 (consulté le 28 novembre 2007)